# Carta desde la cárcel de Birmingham

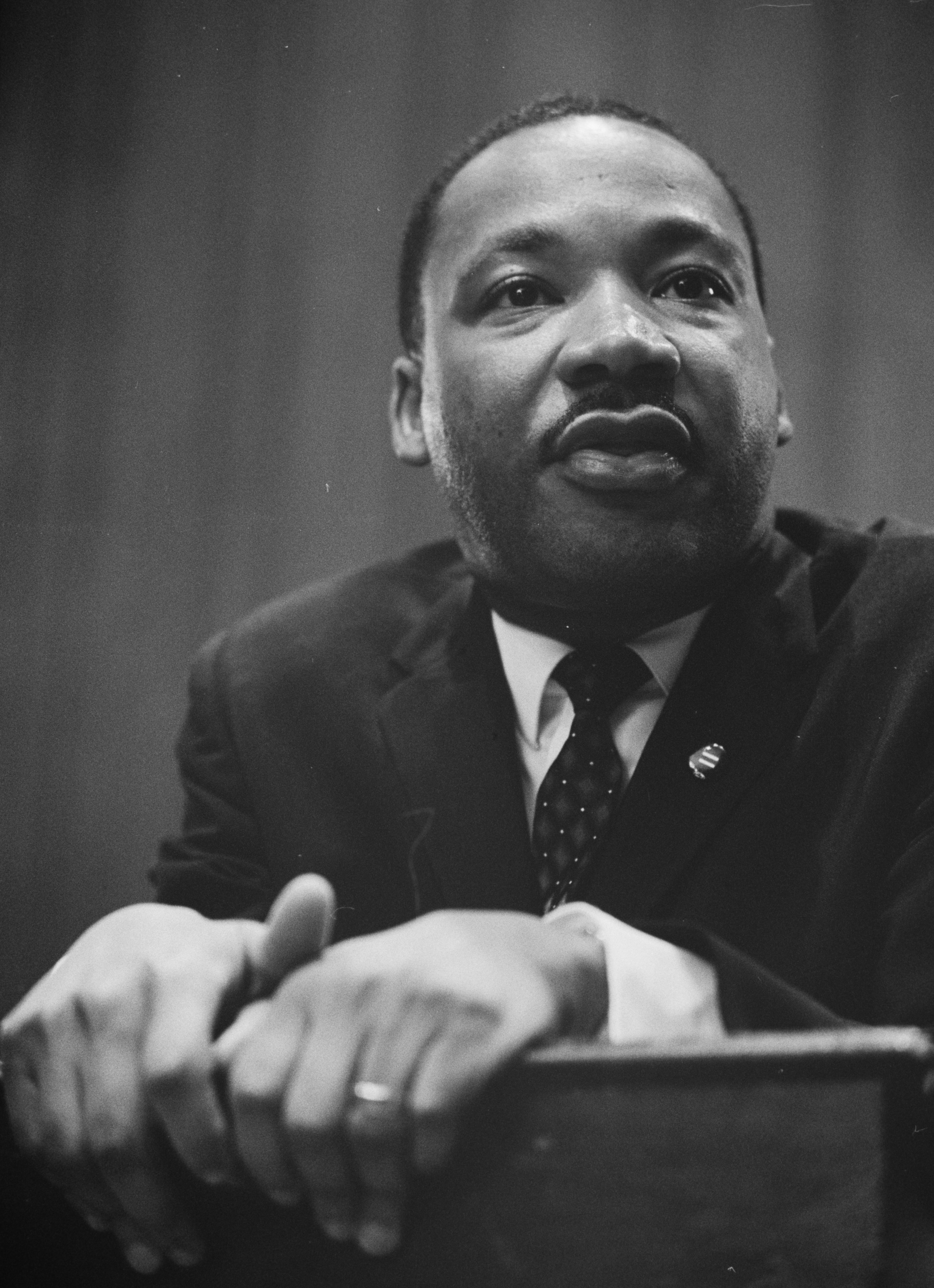
Dr. Martin Luther King, Jr.

La Carta desde la cárcel de Birmingham o Carta desde la cárcel de la ciudad de Birmingham fue una carta abierta escrita el 16 de abril de 1963 por Martin Luther King, Jr., uno de los líderes del Movimiento por los Derechos Civiles en Estados Unidos. King escribió la carta desde la cárcel de la ciudad de Birmingham en Alabama, donde se encontraba detenido después de una protesta no-violenta en contra de la segregación racial. La carta es una respuesta a una declaración emitida por ocho miembros del clero blancos de Alabama el 12 de abril de 1963 titulada "Una llamada a la unidad" (A Call For Unity). En ella declaraban la existencia de las injusticias sociales pero expresaban la creencia de que la batalla contra la segregación racial se debía realizar solamente en las cortes y no llevarlas a las calles. King respondió que sin la fuerte acción directa, como la suya, nunca se podrían alcanzar los verdaderos derechos civiles. Como él dijo "Este 'Esperar' casi siempre ha querido decir 'Nunca'." Establecía no solo que la desobediencia civil era justificada de cara a las leyes injustas, sino que "uno tiene la responsabilidad moral de desobedecer las leyes injustas."
En un principio la carta fue publicada como "Carta desde la cárcel de Birmingham" en la edición del 12 de junio de 1963 de The Christian Century (La Centuria Cristiana).
La carta incluye una cita que se utiliza frecuentemente: "La injusticia en cualquier parte es una amenaza para la justicia en todas partes," así como las palabras citadas por King de Thurgood Marshall: "[La] justicia demasiado demorada es justicia denegada."